# Хайнрих III фон Брауншвайг-Люнебург
Хайнрих III фон Брауншвайг-Люнебург (на немски: Heinrich III von Braunschweig-Lüneburg; * ок. 1296, † 6 февруари 1363, Хилдесхайм) от род Велфи (Стар Дом Брауншвайг), е от 1331 до 1363 г. епископ на Хилдесхайм.

## Живот
Той е четвъртият син на Албрехт II (1268 – 1318), херцог на Брауншвайг-Люнебург, княз на Княжество Брауншвайг-Волфенбютел и Княжество Гьотинген, и съпругата му Рикса фон Верле († 1317), дъщеря на Хайнрих I.
Хайнрих е избран през 1331 г. с множество за епископ на Хилдесхайм. Папа Йоан XXII обаче определил за епископ на Хилдесхайм граф Ерих фон Холщайн-Шаумбург. Хайнрих не е съгласен с това и папата го анатемосва. Населението го поддържа. След боеве през 1346 г. Ерих е задължен да подпише мирен договор и отстъпва Хилдесхайм и Дармщат на Хайнрих. След смъртта на Ерих анатемата на папата е прекратена през 1352 г. Папа Климент VI признава Хайнрих за епископ.
След смъртта му Хайнрих е погребан в катедралата на Хилдесхайм.